# Argentinska inbördeskrigen
Argentinska inbördeskrigen var en serie krig som utkämpades i Argentina åren 1814-1876. Konflikterna var åtskilda från Argentinska självständighetskriget (1812–1820), men många av konflikter hade sin grund där.
De stridande parterna var på geografisk nivå Buenos Aires-provinsen och flera andra provinser, och på politisk nivå Federala partiet och Enhetspartiet. Huvudorsakerna var centralism bland Buenos Aires-ledarna och, länge även monopolet på Buenos Aires hamn. Andra deltagare var Uruguay, samt Storbritannien och Frankrike, med händelser som Frankrikes blockad av Río de la Plata 1838 och anglo-franska blockaden av Río de la Plata som upphörde 1850.